# Ebru Timtik
'Ebru Timtik, née le 14 juin 1978, est une avocate turque morte en détention à Istanbul le 27 août 2020 au terme d'une grève de la faim de 238 jours entreprise en quête d'un procès équitable.

## Biographie
Membre de l'Association des avocats progressistes, le Çağdaş Hukukçular Derneği (ÇHD), association professionnelle d'avocats accusée par les autorités turques d'être liée au Parti-Front révolutionnaire de libération du peuple (DHKP-C), elle est arrêtée le 20 juin 2019 en même temps que sept autres avocats.  
Le 15 octobre 2019, elle est condamnée à treize ans et six mois de prison, au terme d'un procès dont « l'équité et la crédibilité » sont contestées, pour le motif d'« appartenance à une organisation terroriste ». Elle interjette appel du jugement, mais la procédure est rejetée en octobre 2019. 
En janvier 2020, en l'absence de toute perspective de révision, Ebru Timtik entame une grève de la faim en vue d'obtenir un traitement équitable,. Pendant sept mois et demi, elle n'absorbe plus que de l'eau sucrée, des infusions et des vitamines. Son état de santé se dégrade et, en juillet, elle ne pèse plus qu'une trentaine de kilos. Cependant, sa libération est refusée, en dépit d'un rapport médical indiquant que son état de santé est incompatible avec la détention, et Ebru Timtik est seulement transférée à l'hôpital Sadi Konuk d'Istanbul. 
À partir du 11 août, à l'initiative de l'organisation Lawyers for Lawyers, des conférences de presse sont organisées un peu partout dans le monde pour tenter de faire pression sur les autorités turques en alertant l'opinion publique internationale. Un appel lancé le 12 août par plusieurs organisations d'avocats relayait leur inquiétude pour Ebru Timtik et d'autres avocats grévistes de la faim depuis février 2020.
Ebru Timtik meurt le 27 août 2020, après 238 jours de grève de la faim. Sa mort soulève une vague d'indignation, notamment au sein de l'opposition turque.
Le 27 novembre 2020, le Conseil des barreaux européens lui décerne le Prix des droits humains exceptionnel à titre posthume.